# 範囲
範囲（はんい）
| ウィキペディアには「範囲」という見出しの百科事典記事はありません（タイトルに「範囲」を含むページの一覧/「範囲」で始まるページの一覧）。 代わりにウィクショナリーのページ「範囲」が役に立つかもしれません。 |